# ÖHB-Pokal der Frauen 2016/17
Der ÖHB-Cup 2016/17 ist die 30. Austragung des Handballcupwettbewerbs der Frauen. Gewonnen haben die Damen der MGA Fivers die den Vorjahressieger Hypo Niederösterreich im Finale bezwangen.

## Hauptrunden

### 1. Runde
| Datum, Uhrzeit           | Heimmannschaft                                    | Ergebnis          | Gastmannschaft                            |
| ------------------------ | ------------------------------------------------- | ----------------- | ----------------------------------------- |
| 16. Okt. 2016, 16:00 Uhr | SK Keplinger-Traun (LL) 8 Kadiric                 | 26 : 20 (12 : 11) | UHC Eggenburg (2L) 6 Harangozo            |
| 22. Okt. 2016, 18:20 Uhr | UHC Graz (LL) 8 Lindschinger                      | 22 : 32 (12 : 15) | HC Sparkasse BW Feldkirch 2 (LL) 9 Kieber |
| 23. Okt. 2016, 16:30 Uhr | SG WAT15 / WAT20 (LL) 4 Maric, Kortenhoff         | 19 : 36 (5 : 19)  | Union St. Pölten (1L) 6 Wagner            |
| 23. Okt. 2016, 18:00 Uhr | HC Eferding (LL) 5 Stegfellner                    | 23 : 41 (8 : 21)  | HIB Handball Graz (1L) 10 Magg            |
| 5. Nov. 2016, 15:00 Uhr  | SSV Dornbirn Schoren 2 (LL) 4 Rauch, Kaya         | 22 : 26 (8 : 15)  | Perchtoldsdorf Devils (2L) 12 Kovarik     |
| 6. Nov. 2016, 14:20 Uhr  | UHC Admira Landhaus (2L) 6 Jandura, Schalko, Hart | 26 : 38 (11 : 20) | HC Sparkasse BW Feldkirch (1L) 11 Seipelt |

### Achtelfinale
| Women Handball Austria | 2. Liga                                                        | Landesliga                                         |
| - ROOMZ HOTELS ZV HANDBALL WR. NEUSTADT - WAT Atzgersdorf - MGA Fivers - Hypo NÖ 1 - SSV Dornbirn Schoren - ATV TDE Group Trofaiach - Union St. Pölten - HC Sparkasse BW Feldkirch - HIB Handball Graz - UHC Müllner Bau Stockerau - Union APG Korneuburg Handball | - Hypo NÖ 2 - SC kelag Kärnten-Ferlach - Perchtoldsdorf Devils | - SK Keplinger-Traun - HC Sparkasse BW Feldkirch 2 |

| Datum, Uhrzeit           | Heimmannschaft                          | Ergebnis          | Gastmannschaft                                           |
| ------------------------ | --------------------------------------- | ----------------- | -------------------------------------------------------- |
| 4. Dez. 2016, 20:00 Uhr  | SK Keplinger-Traun (LL) 5 Brandstätter  | 16 : 31 (11 : 12) | ROOMZ HOTELS ZV HANDBALL WR. NEUSTADT (1L) 9 Krautwaschl |
| 10. Dez. 2016, 14:30 Uhr | Hypo NÖ 2 (2L) 4 Forizs                 | 18 : 21 (9 : 13)  | WAT Atzgersdorf (1L) 8 Vancova                           |
| 10. Dez. 2016, 15:00 Uhr | SC kelag Kärnten-Ferlach (2L) 5 Kavalar | 20 : 42 (7 : 19)  | MGA Fivers (1L) 9 Neumann                                |
| 10. Dez. 2016, 16:30 Uhr | Hypo NÖ 1 (1L) 6 Dedic, Thurner, Haurum | 46 : 20 (18 : 7)  | SSV Dornbirn Schoren (1L) 7 Moosbrugger                  |
| 10. Dez. 2016, 20:00 Uhr | HC Sparkasse BW Feldkirch 2 (LL) 6 Mes  | 21 : 38 (7: 19)   | ATV TDE Group Trofaiach (1L) 9 Bolcar                    |
| 11. Dez. 2016, 13:30 Uhr | Union St. Pölten (1L) 11 Felsberger     | 27 : 23 (12 : 12) | HC Sparkasse BW Feldkirch (1L) 6 Lunardon                |
| 11. Dez. 2016, 18:00 Uhr | HIB Handball Graz (1L) 10 Magg          | 29 : 31 (12 : 14) | UHC Müllner Bau Stockerau (1L) 11 Riesenhuber            |
| 13. Dez. 2016, 19:15 Uhr | Perchtoldsdorf Devils (2L) 9 Kovarik    | 29 : 25 (18 : 12) | Union APG Korneuburg Handball (1L) 10 Hasecic            |

### Viertelfinale
| Women Handball Austria | 2. Liga                 |
| - Hypo NÖ 1 - UHC Müllner Bau Stockerau - MGA Fivers - WAT Atzgersdorf - Union St. Pölten - ROOMZ HOTELS ZV HANDBALL WR. NEUSTADT - ATV TDE Group Trofaiach | - Perchtoldsdorf Devils |

| Datum, Uhrzeit           | Heimmannschaft                                     | Ergebnis          | Gastmannschaft                        |
| ------------------------ | -------------------------------------------------- | ----------------- | ------------------------------------- |
| 31. Jan. 2017, 19:30 Uhr | Perchtoldsdorf Devils (2L) 4 Mara, Babler          | 18 : 47 (8 : 23)  | Hypo NÖ 1 (1L) 9 Bruneau              |
| 1. Feb. 2017, 19:30 Uhr  | UHC Müllner Bau Stockerau (1L) 9 Riesenhuber       | 27 : 39 (14 : 22) | MGA Fivers (1L) 10 Ivancok            |
| 4. Feb. 2017, 16:30 Uhr  | WAT Atzgersdorf (1L) 6 Trupina                     | 25 : 24 (10 : 12) | Union St. Pölten (1L) 10 Wagner       |
| 4. Feb. 2017, 19:00 Uhr  | ROOMZ HOTELS ZV HANDBALL WR. NEUSTADT (1L) 8 Rajic | 26 : 21 (15 : 7)  | ATV TDE Group Trofaiach (1L) 6 Bolcar |

## Finalrunden

### Halbfinale
| Women Handball Austria                                                             |
| - ROOMZ HOTELS ZV HANDBALL WR. NEUSTADT - Hypo NÖ 1 - WAT Atzgersdorf - MGA Fivers |

| Datum, Uhrzeit           | Heimmannschaft                                     | Ergebnis          | Gastmannschaft                        |
| ------------------------ | -------------------------------------------------- | ----------------- | ------------------------------------- |
| 8. März 2017, 20:00 Uhr  | ROOMZ HOTELS ZV HANDBALL WR. NEUSTADT (1L) 8 Rajic | 26 : 34 (12 : 20) | Hypo NÖ 1 (1L) 8 Topic                |
| 11. März 2017, 19:00 Uhr | WAT Atzgersdorf (1L) 4 Rein-Lorenzale              | 17 : 28 (9 : 13)  | MGA Fivers (1L) 6 Stefanoska, Ivancok |

### Finale
Das Finale fand am 15. April 2017 statt. Der Gewinner der Partie ist Sieger des ÖHB-Cups 2016/17.
| Datum, Uhrzeit           | Heimmannschaft          | Ergebnis        | Gastmannschaft            |
| ------------------------ | ----------------------- | --------------- | ------------------------- |
| 15. Apr. 2017, 16:00 Uhr | Hypo NÖ 1 (1L) 5 Kovacs | 17 : 18 (7 : 8) | MGA Fivers (1L) 7 Ivancok |